# Александров Олексій Геннадійович
Александров Олексій Геннадійович — білоруський шахіст чуваського походження, Гросмейстер від 1997 року.
Чотириразовий чемпіон Білорусі (1989, 1990, 1996, 2007). Посів друге місце на чемпіонаті Європи 2000 року. Сім разів брав участь в олімпіадах (1996, 1998, 2000, 2002, 2004, 2006, 2008). Переможець меморіалу Петрова в Санкт-Петербурзі (2000)і міжнародного турніру Inautomarket Open в Мінську (2005).

## Шахова кар'єра
Першого успіху на міжнародній арені досягнув у 1991 році, поділивши друге місце (разом з Костянтином Сакаєвим, позаду Володимира Крамника) на чемпіонаті світу серед юніорів до 18 років у Гуарапуаві. Рік по тому виграв у Сас ван Гент титул чемпіона Європи серед юніорів до 20 років, а в 1993 році на чемпіонаті в тій же віковій категорії (у Веєні) посів 2-ге місце (позаду Владислава Боровикова). Одного з найбільших успіхів у кар'єрі досягнув 2000 року, вигравши в Сен-Венсані срібну медаль чемпіонату Європи. У 1996 і 2007 роках двічі ставав чемпіоном Білорусі.
Досягнув багатьох успіхів на міжнародних турнірах, перемігши або поділивши 1-ші місця, зокрема, в таких містах, як: Краків (1991/92, турнір Краковія), Миколаїв (1993, зональний турнір), Стокгольм (1995), Спаське (1996), Мінськ (1996), Гіструп (1996), Кстово (1998), Санкт-Петербург (2000), Бад-Верісгофен (2001), Дубай (2001), Москва (Аерофлот опен у 2002 і 2003 роках), Мінськ (2005), Саратов (2007), Варшава (2007, золота медаль чемпіонату Європи зі швидких шахів), Воронеж (2008), Владимир (2008), Абу-Дабі (2009), Бхубанешвар (2010) і Мінськ (2014).
Чотири рази брав участь у чемпіонаті світу ФІДЕ, який проходив за олімпійською системою:
- 1997 — вихід до 3-го раунду, в якому програв Зурабові Азмайпарашвілі[9],
- 1999 — вихід у 2-й раунд, у якому програв з Петрові Свідлеру[10],
- 2000 — вихід у 3-й раунд, у якому програв з Євгенові Барєєву[11],
- 2004 — вихід у 2-й раунд, у якому програв Хікару Накамурі[12].

Неодноразово представляв Білорусь на командних змаганнях, зокрема:
- вісім разів на шахових олімпіадах (1996, 1998, 2000, 2002, 2004, 2006, 2008, 2014); призер: в особистому заліку — (1998 — 3-тя шахівниця)[13],
- чотири рази на командних чемпіонатах Європи (1992, 1997, 1999, 2003)[14].

Найвищий рейтинг Ело в кар'єрі мав станом на 1 січня 2004 року, досягнувши 2679 очок займав тоді 24-те місце в світовому рейтинг-листі ФІДЕ, одночасно займаючи 1-ше місце серед білоруських шахістів.

## Зміни рейтингу
| На цьому місці має відображатися графік чи діаграма, однак з технічних причин його відображення наразі вимкнено. Будь ласка, не видаляйте код, який викликає це повідомлення. Розробники вже працюють для того, щоби відновити штатне функціонування цього графіка або діаграми. | |
| | На цьому місці має відображатися графік чи діаграма, однак з технічних причин його відображення наразі вимкнено. Будь ласка, не видаляйте код, який викликає це повідомлення. Розробники вже працюють для того, щоби відновити штатне функціонування цього графіка або діаграми. |